# Parasyte: The Grey
Parasyte: The Grey (en coreà: 기생수: 더 그레이) és una sèrie de televisió de terror de ciència-ficció de Corea del Sud del 2024 dirigida i coescrita per Yeon Sang-ho. La sèrie és una adaptació en directe de la sèrie de manga Parasyte de Hitoshi Iwaaki i representa una confrontació amb criatures paràsites no identificades que viuen d'humans i tenen la necessitat de matar-los. És protagonitzada per Jeon So-nee, Koo Kyo-hwan i Lee Jung-hyun. Va ser estrenada a tot el món a Netflix el 5 d'abril de 2024. Ha estat subtitulada al català.

## Sinopsi
Un grup de misterioses criatures paràsites cauen de l'espai exterior i comencen a allotjar-se en humans, els maten i es transformen completament en una criatura única que pot canviar la forma del seu cap en qualsevol cosa.

## Producció
Desenvolupat sota el títol de treball The Grey (더 그레이; Deo geure-i), Parasyte: The Grey va ser una col·laboració entre Netflix i el director Yeon Sang-ho. Yeon i Ryu Yong-jae s'uneixen per dirigir i escriure la sèrie. Climax Studio i Wow Point van gestionar la producció.